# John, I'm Only Dancing
John, I'm Only Dancing är en låt av David Bowie som släpptes som singel den 1 september 1972, i april 1973 då kallad "John I'm Only Dancing (Sax version)" och en ny version av låten som spelades in 1974 och gavs ut som singel i december 1979 då kallad "John I'm Only Dancing (Again)". Låten släpptes aldrig som singel i USA men var B-sida till Starman på den portugisiska versionen och till The Jean Genie på den japanska versionen.
Medverkade
- David Bowie sång - gitarr
- Mick Ronson - gitarr
- Trevor Bolder - bas
- Mick Woodmansey - trummor

## Coverversioner
- Ask the Dust - BowieMania: Mania, une collection obsessionelle de Beatrice Ardisson (2007)
- The Brides - .2 Contamination: A Tribute to David Bowie (2006)
- The Chameleons - Strange Times (1986)
- The Deltas - Psycho Killers (diverse artister) (1998)
- The Glam Rock Allstars - Glamtastic 70's Megamix
- The Hormones - Only Bowie (1995)
- Mime - Loving The Alien: Athens Georgia Salutes David Bowie
- The Polecats - Polecats Are Go!, släpptes också som singel. Finns även med på David Bowie Songbook och på Starman: Rare and Exclusive Versions of 18 Classic David Bowie Songs, C